# Monotoma longicollis
Monotoma longicollis é uma espécie de insetos coleópteros polífagos pertencente à família Monotomidae.
A autoridade científica da espécie é Gyllenhal, tendo sido descrita no ano de 1827.
Trata-se de uma espécie presente no território português.